# Баџер (Ајова)
Баџер (енгл. Badger) град је у америчкој савезној држави Ајова. По попису становништва из 2010. у њему је живело 561 становника.

## Демографија
Према попису становништва из 2010. у граду је живело 561 становника, што је -49 (-8.0%) становника више него 2000. године.
| Група             | 2000.       | 2010.       |
| Белци             | 607 (99,5%) | 545 (97,1%) |
| Афроамериканци    | 0 (0,0%)    | 2 (0,4%)    |
| Азијати           | 0 (0,0%)    | 1 (0,2%)    |
| Хиспаноамериканци | 3 (0,5%)    | 7 (1,2%)    |
| Укупно            | 610         | 561         |